# Galatasaray Spor Kulübü (voleibol masculino)
O Galatasaray Spor Kulübü é um time turco de voleibol masculino da cidade de Istambul. Atualmente disputa o Campeonato Turco

## Resultados obtidos nas principais competições
Alcunhas utilizadas:
- Galatasaray (1922-2011);
- Galatasaray Yurtiçi Kargo  (2011-2012);
- Galatasaray (2012-2013);
- Galatasaray FXTCR (2013-2015);
- Galatasaray HDI Sigorta  (2015-presente).

### Títulos conquistados
Campeonato Turco (Liga A Turca)
- Campeão:1970-71, 1986-87, 1987-88, 1988-89[1]
- Vice-campeão:1949-50, 1951-52, 1952-53, 1990-91, 1992-93[1]
- Terceiro posto:1958-59, 1968-69,1971-72, 1985-86,1994-94, 2012-13[1]
- Quarto posto: 2007-08, 2014-15, 2017-18[1]

 Liga de Istambul
- Campeão: 1931-32, 1934-35, 1943-44, 1944-45, 1952-53, 1954-55, 1955-56, 1956-57, 1958-59, 1959-60, 1960-61, 1961-62, 1962-63, 1963-64, 1964-65, 1965-66[1]
- Vice-campeão:1935-36, 1940-41, 1941-42, 1942-43, 1948-49, 1950-51, 1951-52, 1957-58, 1966-67, 1967-68, 1968-69, 1969-70[1]
- Terceiro posto:1927-28, 1928-29, 1945-46[1]

 Campeonato Nacional Turco
- Campeão:1954-55, 1955-56, 1956-57, 1957-58, 1959-60, 1960-61, 1961-62, 1962-63, 1963-64, 1964-65, 1965-66, 1966-67[1]
- Vice-campeão:1949-50, 1951-52, 1952-53[1]
- Terceiro posto:1958-59, 1968-69[1]

 Copa da Turquia
- Vice-campeão: 2011-12, 2018-19[1]
- Terceiro posto:2012-13, 2014-15[1]

 Supercopa Turca
- Vice-campeão: 1988-89, 2011-12[1]
- Quarto posto: 2012-13[1]

 Mundial de Clubes
 Liga dos Campeões da Europa
 Taça CEV
- Quarto posto: 1999-00, 2018-19[1]

 Taça Challenge
- Quarto posto: 1991-92[1]
- Terceiro posto:2016-17[1]

 Balkan Volleyball Association Cup
- Campeão: 2016[1]